# Enfriamiento del CPU

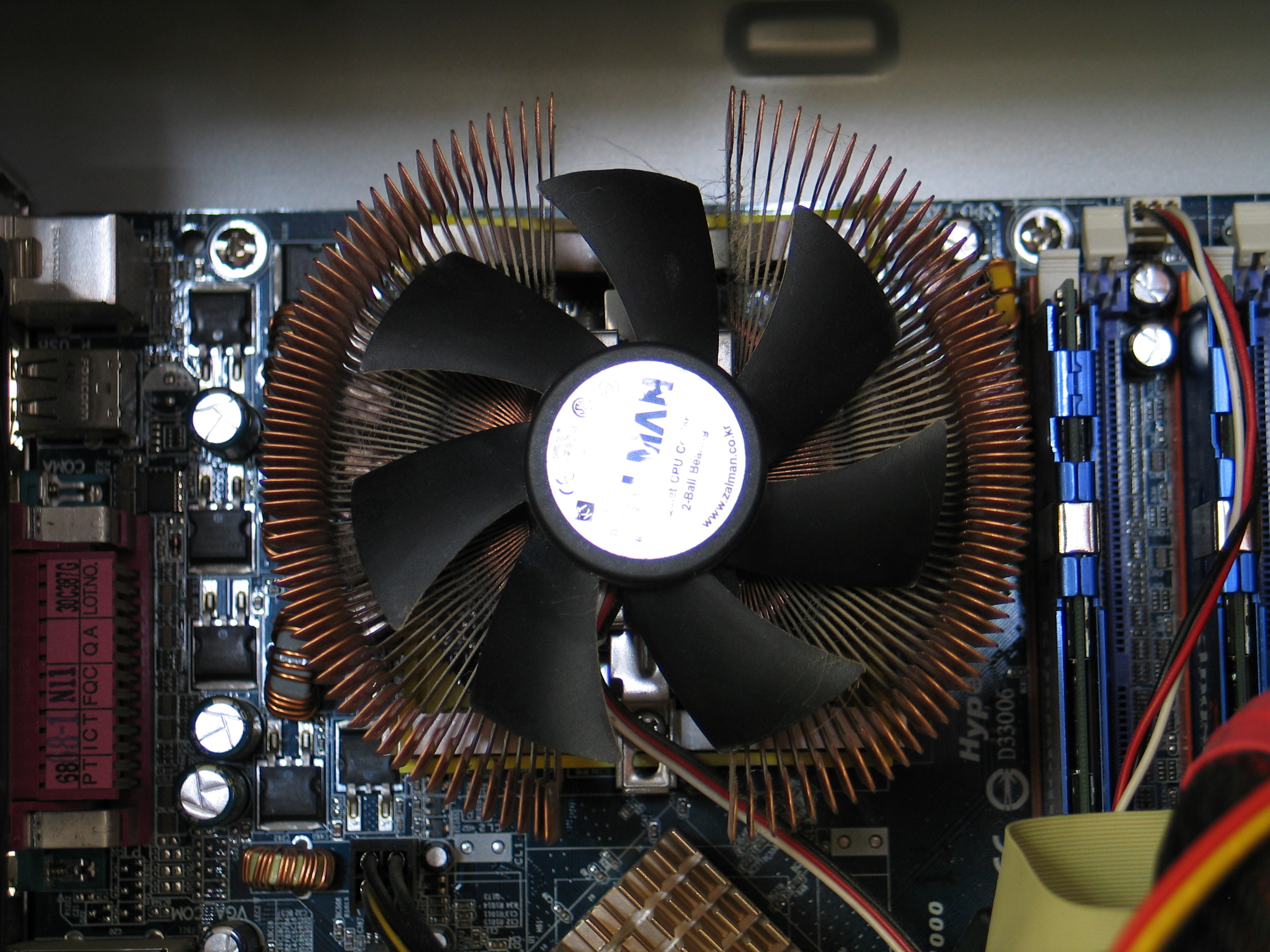
Ventilador y disipador sobre un microprocesador de un CPU.

Hasta los más básicos circuitos a base de semiconductores suelen recalentarse (transistores, circuitos integrados, etc.), y por ello, los microprocesadores son más propensos aún a este problema. En consecuencia, esto debe ser disminuido para el buen funcionamiento, de allí el necesario enfriamiento del CPU, que consiste en retirar ese excesivo calor del componente electrónico, en este caso la CPU. Y cada vez se hace más necesario un sistema de refrigeración más eficiente, debido a las altas frecuencias que manejan estos componentes. 

## Historia
El enfriamiento de la CPU se hizo necesario incluso antes de la aparición de los primeros Intel Pentium y Pentium MMX, debido al calor generado por la frecuencia de reloj que incrementaba con el avance de los microprocesadores. Por aquellos años se solía retirar el calor mediante un disipador que lo conducía hasta sus puntas liberándolo al exterior. El aumento cada vez más rápido de la temperatura, hizo necesaria la incorporación de un ventilador al disipador, para acelerar el proceso de enfriamiento.
A ese método de enfriamiento se le llama «refrigeración por aire», y se utiliza para enfriar no solo procesadores, sino cualquier componente electrónico que genere un calor excesivo.
Hoy en día existe el método de refrigeración líquida que consiste en hacer fluir un líquido refrigerante dentro de un sistema cerrado de conductos, que hacen contacto directo con los componentes a enfriar. Este sistema es evidentemente más efectivo que la refrigeración por aire, y se utiliza especialmente para enfriar procesadores en los que se practica el overclock.

## Tipos de refrigeración
- Disipador simple: solo se pone en contacto la CPU con el disipador para que este disipe el calor.
- Refrigeración por aire: además del disipador, se incluye en él un ventilador, que enfría el disipador para retirar más calor.
- Refrigeración líquida: consiste en hacer correr un líquido refrigerante en un circuito diseñado para retirar el calor de la CPU y de esta manera bajar la temperatura, el líquido es enfriado después de cada ciclo.